# 名古屋市交通局3050形電車
名古屋市交通局3050形電車（なごやしこうつうきょく3050がたでんしゃ）は、1993年（平成5年）に登場した名古屋市交通局（名古屋市営地下鉄）鶴舞線用の通勤形電車である。
鶴舞線のほか、名古屋鉄道の犬山線・豊田線・三河線へ直通運転をしている。ただし、三河線では梅坪 - 豊田市間以外、営業運転内での直通は行われていない。

## 概要

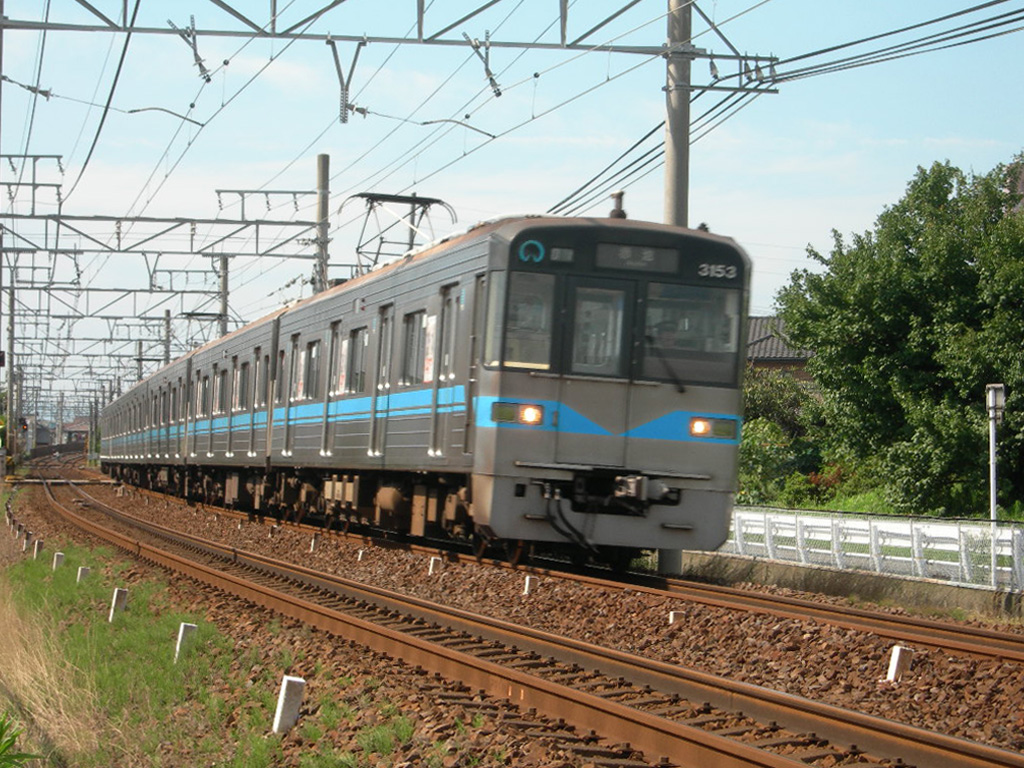
乗り入れ先の名鉄犬山線を走行する3050形
（2007年7月5日）（未更新車）（上小田井 - 西春にて）

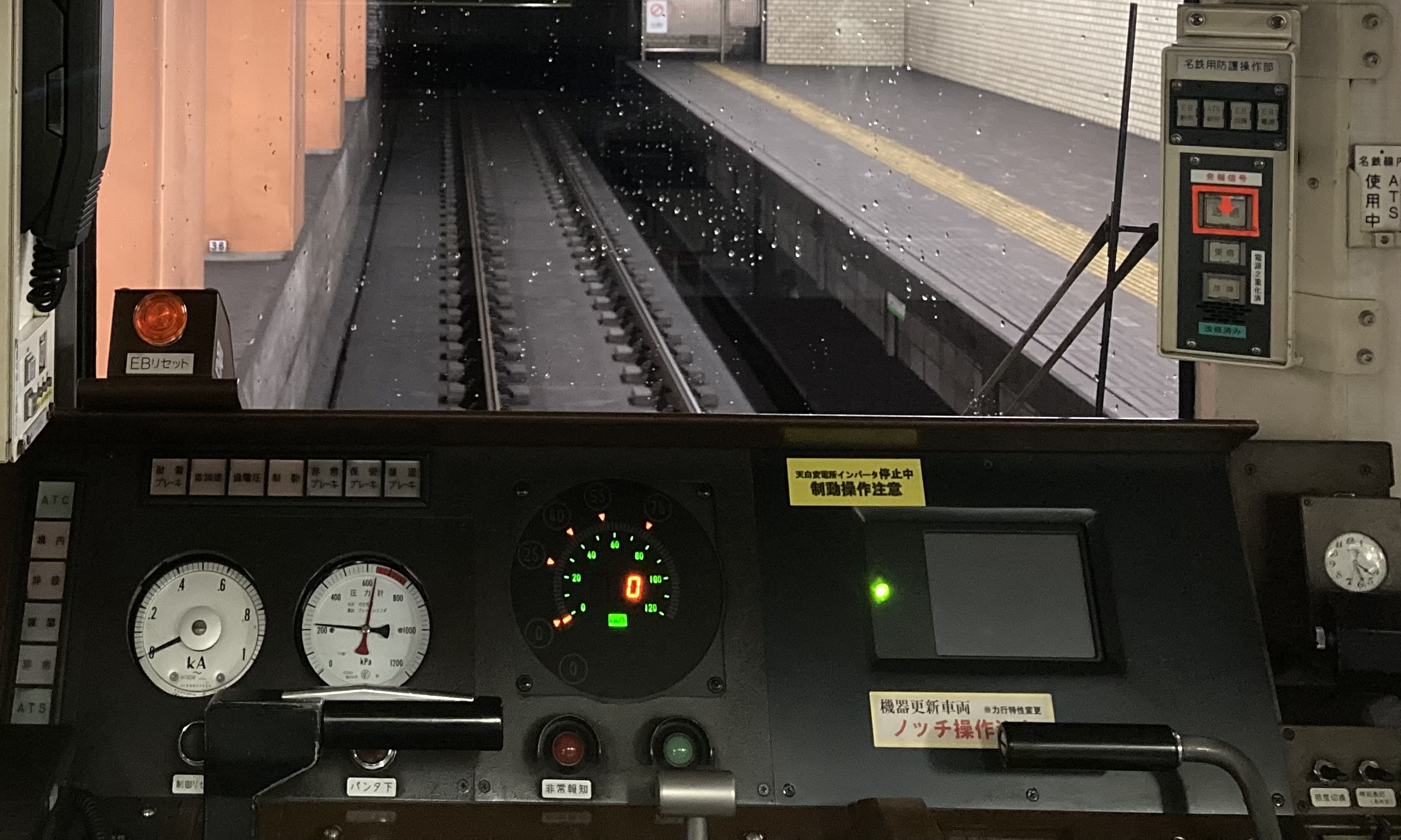
3156編成の運転台（弱電・主要電気機器更新車）

鶴舞線の輸送力強化と庄内緑地公園 - 上小田井間延伸開業分として6両編成8本（48両）と4両（計52両）が竣工し、翌年、上小田井駅折り返し設備完成による運用増強として6両編成1本が増備された。基本設計は1987年（昭和62年）に登場した桜通線6000形と共通化してコストダウンを図っている。
本形式のうち、3159編成は3000形2両を4両の中間に組み込んだ混成編成を組んでいた。3800A形3806号車と3700形3759号車は電動車同士が連結されているため、連結部付近では3800A形のチョッパ制御のモーター音と3700形のVVVFインバータ制御のモーター音の両方を聞くことができた。

## 車両概説

### 車体
オールステンレス車体を採用し、青帯のラインカラーは大小2本帯が腰部、Vカットが前面腰部に入っている。側面は桜通線6000形と同じ形状だが、前面は踏切がある名鉄犬山線との相互直通運転のため、スカートを装備している。

### 内装
天井・壁面は白系化粧板で仕上げられている。
座席は青のモケットのバケットシートとなっており、材質は3159編成までポリウレタンで、3160編成はポリエステルに変更されている。
荷物棚はパイプ型で、ラインカラーは入っていない。

LED式（一部編成はLCD式に更新）車内案内表示器は車端部妻面貫通路上部、車椅子スペースは両先頭車に設置されている。LCD式案内表示機は日本語(漢字・ひらがな)、英語、中国語(簡体字・繁体字)、韓国語に対応している。なお、名鉄線内ではナンバリング表記と中国語、韓国語の表示はしない。

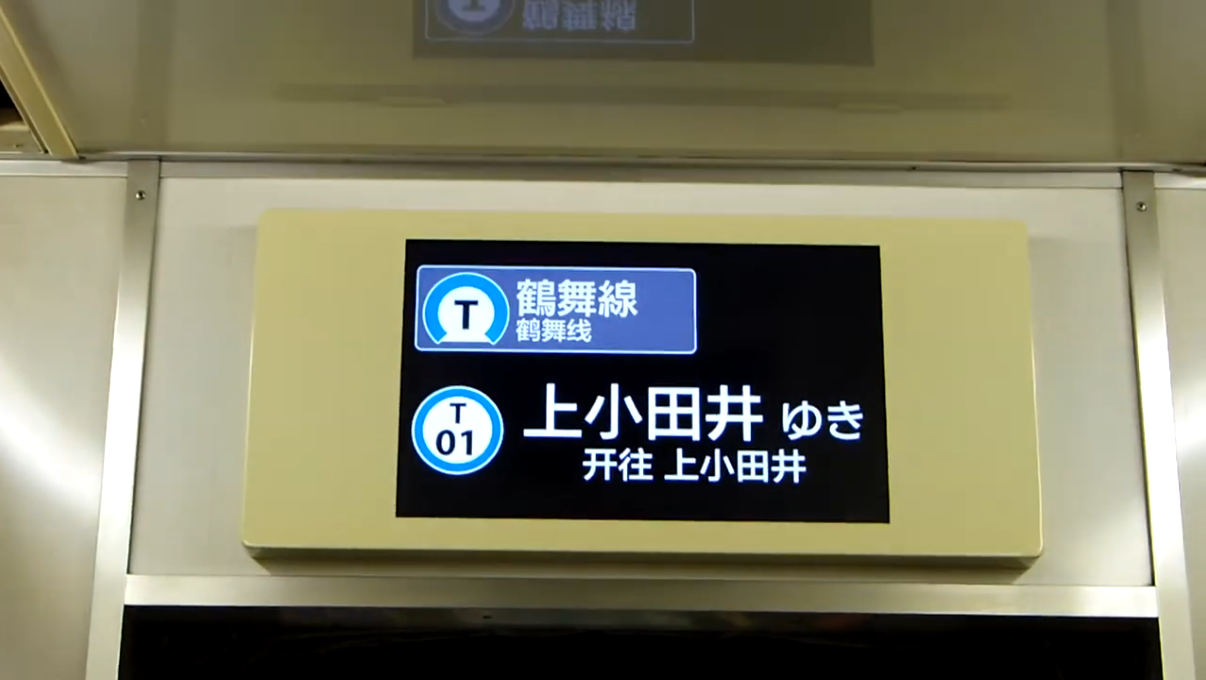
更新後のLCD

### 機器類
集約分散式冷房装置は3000形と同じく4台/両を搭載し、パンタグラフは離線による回生失効対策のため、2機/両がMc車とM車に設置されていたが、2004年から2008年にかけてうち赤池方1機が撤去された。
制御装置はVVVFインバータ制御とし、補助電源装置は静止形三相インバータ（定格容量140 kVA）（登場時）を搭載する。
台車は日車製ND721形ボルスタレス式空気ばね台車を採用している。
機器類の経年劣化が進んだため、2019年(令和元年)以降は機器類の更新が進んでいる。

## 編成
|          | ← 豊田市・赤池上小田井・犬山 → |      |      |      |      |      |
| 形式     | 3150                           | 3250 | 3350 | 3450 | 3750 | 3850 |
| 区分     | Mc                             | T1   | M    | T2   | M    | Tc   |
| 車両番号 | 3151                           | 3251 | 3351 | 3451 | 3751 | 3851 |
| 車両番号 | ：                             | ：   | ：   | ：   | ：   | ：   |
| 車両番号 | 3158                           | 3258 | 3358 | 3458 | 3758 | 3858 |
| 車両番号 | 3160                           | 3260 | 3360 | 3460 | 3760 | 3860 |

|          | ← 豊田市・赤池上小田井・犬山 → | ← 豊田市・赤池上小田井・犬山 → | ← 豊田市・赤池上小田井・犬山 → | ← 豊田市・赤池上小田井・犬山 → | ← 豊田市・赤池上小田井・犬山 → | ← 豊田市・赤池上小田井・犬山 → | 備考               |
| 形式     | 3150                           | 3250                           | 3700                           | 3800A                          | 3750                           | 3850                           | 備考               |
| 区分     | Mc                             | T1                             | M1                             | M2                             | M                              | Tc                             | 備考               |
| 車両番号 | 3159                           | 3259                           | 3706                           | 3806                           | 3759                           | 3859                           | 前後4両 2019年廃車 |

## 廃車
N3000形の導入に伴い、3000形2両を中間に組み込んだ3159編成は2019年9月27日付で1編成全車が廃車・解体されている。

## その他
市営交通資料センターでは本形式（更新前）の運転台（教習訓練用を転用）で鉄道運転シミュレーションが体験できる。